# Okenia impexa
Okenia impexa é uma espécie de molusco pertencente à família Goniodorididae.
A autoridade científica da espécie é Er. Marcus, tendo sido descrita no ano de 1957.
Trata-se de uma espécie presente no território português, incluindo a zona económica exclusiva.